# Paulo Ferrari
Paulo Andrés Ferrari (nascido em 04 de janeiro de 1982) é um ítalo-argentino, jogador de futebol que atua como lateral. Atualmente joga no Rosario Central.

## Carreira
Ferrari juntou-se no River Plate, após a sua saída do Rosario Central, clube pelo qual se destacou, no início do torneio apertura de 2006.

## Clubes
| Clube           | País      | Ano       |
| --------------- | --------- | --------- |
| Rosario Central | Argentina | 2000-2006 |
| River Plate     | Argentina | 2006-     |

## Títulos
River Plate
| Título          | Clube       | País      | Ano  |
| --------------- | ----------- | --------- | ---- |
| Torneo Clausura | River Plate | Argentina | 2008 |

## Ligações Externas
- Ficha técnica no site do clube